# سیارک ۱۹۵۴
سیارک ۱۹۵۴ (به انگلیسی: 1954 Kukarkin، نامگذاری:1952PH) هزار و نهصد و پنجاه و چهارمین سیارک کشف شده‌است که در ۱۵ اوت ۱۹۵۲ و در رصدخانه سایمیز کشف شد.
قدر مطلق سیارک برابر ۱۱٫۳۰ است.